# Lubymiwka (rejon kachowski)
Lubymiwka (ukr. Любимівка) – osiedle typu miejskiego na Ukrainie, w obwodzie chersońskim, w rejonie kachowskim, siedziba hromady. W 2001 liczyło 6030 mieszkańców, spośród których 5474 wskazało jako ojczysty język ukraiński, 446 rosyjski, 1 mołdawski, 10 białoruski, 3 ormiański, 1 gagauski, 83 romski, a 12 inny.